# Monreal del Campo
Monreal del Campo é um município da Espanha na província de Teruel, comunidade autónoma de Aragão. Tem 89,05 km² de área e em 2021 tinha 2 522 habitantes (densidade: 28,3 hab./km²).

## Demografia
| Variação demográfica do município entre 1991 e 2004 | Variação demográfica do município entre 1991 e 2004 | Variação demográfica do município entre 1991 e 2004 | Variação demográfica do município entre 1991 e 2004 |
| --------------------------------------------------- | --------------------------------------------------- | --------------------------------------------------- | --------------------------------------------------- |
| 1991                                                | 1996                                                | 2001                                                | 2004                                                |
| 2308                                                | 2305                                                | 2343                                                | 2391                                                |